# Temporada 1990 de Fórmula 1
La temporada 1990 de Fórmula 1 fue la 41.º temporada del Campeonato Mundial de Fórmula 1 de la historia. Estuvo organizada por la Federación Internacional del Automóvil (FIA). Ayrton Senna ganó el campeonato de pilotos sobre Alain Prost, mientras que McLaren-Honda ganó el de constructores y segundo fue Ferrari. Estuvo formada por un total de 16 Grandes Premios.

## Escuderías y pilotos
La siguiente tabla muestra los pilotos confirmados oficialmente por sus escuderías para el Mundial 1990 de Fórmula 1.
Nuevamente se mantuvo el sistema de numeración adoptado en la temporada 1974, tomando como parámetros el par numérico "1-2" para el piloto campeón y su escudero, y los resultados del Campeonato de constructores 1973 para designar la numeración de los demás equipos.
Debido a que el campeón 1989 Alain Prost fichó en esta temporada para la Scuderia Ferrari, pasó a pintar el "1" en el morro de su nuevo Ferrari 641. Por este motivo, la Scuderia Ferrari intercambió sus dorsales con el equipo Marlboro McLaren International, quienes pasaron a ocupar el par numérico "27-28"
Por su parte, se produjeron nuevos corrimientos numéricos entre las escuderías que participaron en 1989, mientras que se produjo el debut de la escudería Life Racing Engines y la baja de las escuderías Rial Racing y Zakspeed, mientras que la firma Leyton House asumió la conducción plena del equipo March Engineering, convirtiéndolo en el equipo Leyton House Racing.
| Escudería                   | Chasis       | Chasis       | Motor                                   | Neu. | N.º | Pilotos            | Rondas      |
| --------------------------- | ------------ | ------------ | --------------------------------------- | ---- | --- | ------------------ | ----------- |
| Scuderia Ferrari            | Ferrari      | 641          | Ferrari 036 3.5 V12 Ferrari 037 3.5 V12 | G    | 1   | Alain Prost        | Todas       |
| Scuderia Ferrari            | Ferrari      | 641          | Ferrari 036 3.5 V12 Ferrari 037 3.5 V12 | G    | 2   | Nigel Mansell      | Todas       |
| Tyrrell Racing Organisation | Tyrrell      | 018 019      | Ford Cosworth DFR 3.5 V8                | P    | 3   | Satoru Nakajima    | Todas       |
| Tyrrell Racing Organisation | Tyrrell      | 018 019      | Ford Cosworth DFR 3.5 V8                | P    | 4   | Jean Alesi         | Todas       |
| Canon Williams Team         | Williams     | FW13B        | Renault RS2 3.5 V10                     | G    | 5   | Thierry Boutsen    | Todas       |
| Canon Williams Team         | Williams     | FW13B        | Renault RS2 3.5 V10                     | G    | 6   | Riccardo Patrese   | Todas       |
| Motor Racing Developments   | Brabham      | BT58 BT59    | Judd EV 3.5 V8                          | P    | 7   | Gregor Foitek      | 1-2         |
| Motor Racing Developments   | Brabham      | BT58 BT59    | Judd EV 3.5 V8                          | P    | 7   | David Brabham      | 3-16        |
| Motor Racing Developments   | Brabham      | BT58 BT59    | Judd EV 3.5 V8                          | P    | 8   | Stefano Modena     | Todas       |
| Footwork Arrows Racing      | Arrows       | A11 A11B     | Ford Cosworth DFR 3.5 V8                | G    | 9   | Michele Alboreto   | Todas       |
| Footwork Arrows Racing      | Arrows       | A11 A11B     | Ford Cosworth DFR 3.5 V8                | G    | 10  | Bernd Schneider    | 1, 14       |
| Footwork Arrows Racing      | Arrows       | A11 A11B     | Ford Cosworth DFR 3.5 V8                | G    | 10  | Alex Caffi         | 2-13, 15-16 |
| Camel Team Lotus            | Lotus        | 102          | Lamborghini 3512 3.5 V12                | G    | 11  | Derek Warwick      | Todas       |
| Camel Team Lotus            | Lotus        | 102          | Lamborghini 3512 3.5 V12                | G    | 12  | Martin Donnelly    | 1-14        |
| Camel Team Lotus            | Lotus        | 102          | Lamborghini 3512 3.5 V12                | G    | 12  | Johnny Herbert     | 15-16       |
| Fondmetal Osella            | Osella       | FA1M89 FA1ME | Ford Cosworth DFR 3.5 V8                | P    | 14  | Olivier Grouillard | Todas       |
| Leyton House Racing         | Leyton House | CG901        | Judd EV 3.5 V8                          | G    | 15  | Maurício Gugelmin  | Todas       |
| Leyton House Racing         | Leyton House | CG901        | Judd EV 3.5 V8                          | G    | 16  | Ivan Capelli       | Todas       |
| AGS Racing                  | AGS          | JH24 JH25    | Ford Cosworth DFR 3.5 V8                | G    | 17  | Gabriele Tarquini  | Todas       |
| AGS Racing                  | AGS          | JH24 JH25    | Ford Cosworth DFR 3.5 V8                | G    | 18  | Yannick Dalmas     | Todas       |
| Benetton Formula Ltd        | Benetton     | B189B B190   | Ford HBA4 3.5 V8                        | G    | 19  | Alessandro Nannini | 1-14        |
| Benetton Formula Ltd        | Benetton     | B189B B190   | Ford HBA4 3.5 V8                        | G    | 19  | Roberto Moreno     | 15-16       |
| Benetton Formula Ltd        | Benetton     | B189B B190   | Ford HBA4 3.5 V8                        | G    | 20  | Nelson Piquet      | Todas       |
| BMS Scuderia Italia         | Dallara      | 190          | Ford Cosworth DFR 3.5 V8                | P    | 21  | Gianni Morbidelli  | 1-2         |
| BMS Scuderia Italia         | Dallara      | 190          | Ford Cosworth DFR 3.5 V8                | P    | 21  | Emanuele Pirro     | 3-16        |
| BMS Scuderia Italia         | Dallara      | 190          | Ford Cosworth DFR 3.5 V8                | P    | 22  | Andrea de Cesaris  | Todas       |
| SCM Minardi Team            | Minardi      | M189 M190    | Ford Cosworth DFR 3.5 V8                | P    | 23  | Pierluigi Martini  | Todas       |
| SCM Minardi Team            | Minardi      | M189 M190    | Ford Cosworth DFR 3.5 V8                | P    | 24  | Paolo Barilla      | 1-14        |
| SCM Minardi Team            | Minardi      | M189 M190    | Ford Cosworth DFR 3.5 V8                | P    | 24  | Gianni Morbidelli  | 15-16       |
| Ligier Gitanes              | Ligier       | JS33B        | Ford Cosworth DFR 3.5 V8                | G    | 25  | Nicola Larini      | Todas       |
| Ligier Gitanes              | Ligier       | JS33B        | Ford Cosworth DFR 3.5 V8                | G    | 26  | Philippe Alliot    | Todas       |
| Marlboro McLaren Honda      | McLaren      | MP4/5B       | Honda RA109E 3.5 V10                    | G    | 27  | Ayrton Senna       | Todas       |
| Marlboro McLaren Honda      | McLaren      | MP4/5B       | Honda RA109E 3.5 V10                    | G    | 28  | Gerhard Berger     | Todas       |
| Espo Larrousse F1           | Lola         | LC89B LC90   | Lamborghini 3512 3.5 V12                | G    | 29  | Éric Bernard       | Todas       |
| Espo Larrousse F1           | Lola         | LC89B LC90   | Lamborghini 3512 3.5 V12                | G    | 30  | Aguri Suzuki       | Todas       |
| Subaru Coloni Racing        | Coloni       | C3B          | Subaru 1235 F12                         | G    | 31  | Bertrand Gachot    | 1-8         |
| Coloni Racing Srl           | Coloni       | C3C          | Ford Cosworth DFR 3.5 V8                | G    | 31  | Bertrand Gachot    | 9-16        |
| EuroBrun Racing             | EuroBrun     | ER189B       | Judd CV 3.5 V8                          | P    | 33  | Roberto Moreno     | 1-14        |
| EuroBrun Racing             | EuroBrun     | ER189B       | Judd CV 3.5 V8                          | P    | 34  | Claudio Langes     | 1-14        |
| Moneytron Onyx Formula One  | Onyx         | ORE-1        | Ford Cosworth DFR 3.5 V8                | G    | 35  | Stefan Johansson   | 1-2         |
| Moneytron Onyx Formula One  | Onyx         | ORE-1        | Ford Cosworth DFR 3.5 V8                | G    | 36  | J.J. Lehto         | 1-2         |
| Monteverdi Onyx Formula One | Onyx         | ORE-2        | Ford Cosworth DFR 3.5 V8                | G    | 35  | Gregor Foitek      | 3-10        |
| Monteverdi Onyx Formula One | Onyx         | ORE-2        | Ford Cosworth DFR 3.5 V8                | G    | 36  | J.J. Lehto         | 3-10        |
| Life Racing Engines         | Life         | F190         | Life F35 3.5 W12                        | G    | 39  | Gary Brabham       | 1-2         |
| Life Racing Engines         | Life         | F190         | Life F35 3.5 W12                        | G    | 39  | Bruno Giacomelli   | 3-12        |
| Life Racing Engines         | Life         | F190         | Judd CV 3.5 V8                          | G    | 39  | Bruno Giacomelli   | 13-14       |

## Novedades con relación a la temporada anterior
- Tras obtener el campeonato de 1989 y debido a sus continuos roces con su compañero de equipo Ayrton Senna, el francés Alain Prost anunció su desvinculación del McLaren F1 Team y abrochó su incorporación a la Scuderia Ferrari, para acompañar al inglés Nigel Mansell. En respuesta a esta maniobra, McLaren contrató al austríaco Gerhard Berger quien se había quedado sin asiento en Ferrari por la llegada de Prost, además de confirmar a Senna como piloto principal.
- El equipo inglés Tyrrell Racing anunció la renovación del plantel de su equipo, con la salida de Jonathan Palmer quien venía compitiendo desde 1987. Su lugar fue ocupado por el japonés Satoru Nakajima, mientras que el francés Jean Alesi fue ratificado como piloto número 2.
- El equipo Brabham, presentado bajo la denominación Motor Racing Developments, inició su temporada presentando al suizo Gregor Foitek y confirmando al italiano Stefano Modena. Sin embargo, tras las dos primeras fechas, Foitek abandonó el equipo para fichar con Onyx, siendo reemplazado por el australiano David Brabham, paradójicamente el tercer hijo del fundador y expropietario de la escudería, Jack Brabham.
- Luego de dos temporadas, el equipo Arrows Grand Prix International renueva su plantilla contratando al italiano Michele Alboreto e inicialmente, al alemán Bernd Schneider. Sin embargo, tras la primera fecha, Schneider abandonó el equipo y su lugar fue ocupado por el también italiano Alex Caffi. A pesar de ello, Schneider regresaría en la fecha 14 para reemplazar a Caffi.
- Tras un 1989 poco auspicioso, el Team Lotus realiza una renovación total en su escudería, contratando como pilotos a los ex-Arrows Derek Warwick y Martin Donnelly, a la vez de dejar de lado los impulsores Judd para pasar a equipar motores de Lamborghini. Lamentablemente, un accidente sufrido en las sesiones clasificatorias del Gran Premio de España provocó la baja de Martin Donnelly, quien fue sustituido para los dos últimos grandes premios por el inglés Johnny Herbert.
- Tras haberse presentado el año anterior con dos unidades, Osella Squadra Corse presentó una única unidad en esta temporada, siéndole confiada su conducción al francés Olivier Grouillard, proveniente de Ligier.
- Benetton Formula 1 anuncia la contratación del excampeón brasileño Nelson Piquet luego de su desvinculación de Lotus, acompañando al italiano Alessandro Nannini. Sin embargo, tras un accidente aéreo que afectó su integridad física, Nannini debió abandonar su puesto y la actividad en la Fórmula 1, siendo su lugar ocupado en las dos últimas fechas por el brasileño Roberto Moreno, quien había iniciado el año para la escudería EuroBrun.
- BMS Scuderia Italia anunció para esta temporada la contratación del novato italiano Gianni Morbidelli en reemplazo de Alex Caffi, quien había partido a Arrows, a la vez de ratificar en su puesto al también italiano Andrea de Cesaris. Sin embargo, tras las dos primera fechas, Morbidelli anunció su baja del equipo para concentrarse en su carrera en la Formula 3000, siendo su lugar ocupado por su compatriota Emanuele Pirro. Finalmente, Morbidelli fue convocado por el equipo Minardi para reemplazar en las dos últimas fechas al italiano Paolo Barilla.
- Con relación a Minardi, el equipo se renovó parcialmente con la ratificación de Pierluigi Martini y la confirmación de Paolo Barilla como piloto de tiempo completo, en reemplazo del español Luis Pérez-Sala. Finalmente, tras las primeras 14 fechas, Barilla fue despedido, siendo su lugar ocupado por Gianni Morbidelli.
- El Equipe Ligier cambió su plantilla para esta temporada, presentando al italiano Nicola Larini (ex Osella) y al francés Philippe Alliot (ex Larrousse) como reemplazantes de René Arnoux (retirado) y Olivier Grouillard (fichado por Osella).
- El equipo Larrousse también presentó cambios en su plantilla, recontratando al francés Éric Bernard (ya había competido para el equipo el año anterior) y contratando al japonés Aguri Suzuki proveniente de la desaparecida escudería Zakspeed.
- El equipo Coloni desarrolló su temporada con una sola unidad, confiandole la misma al belga Bertrand Gachot, quien a su vez tuvo la misión de desarrollar los nuevos impulsores provistos de forma oficial por el fabricante japonés Subaru. Sin embargo, tras las primeras 8 fechas, el equipo decidió prescindir de los servicios de Subaru, volviendo a incorporar motores de Ford.
- El equipo EuroBrun Racing volvió a incorporar dos pilotos para una temporada de Fórmula 1, siendo seleccionados el brasileño Roberto Moreno y el italiano Claudio Langes. Sin embargo, el equipo se retiró del campeonato a dos fechas de finalizarlo, aunque Moreno luego fichó para Benetton en reemplazo del accidentado Alessandro Nannini.
- El equipo Onyx Grand Prix había iniciado el campeonato ratificando en sus puestos al sueco Stefan Johansson y al finés J. J. Lehto. Sin embargo, problemas financieros obligaron al equipo a ser puesto a la venta, siendo adquirido por el empresario suizo Peter Monteverdi, quien luego de las dos primeras fechas despidió a Johansson, convocando en su lugar al suizo Gregor Foitek, proveniente de Brabham. Finalmente, los problemas financieros se agravaron, haciendo que la escudería abandone el campeonato luego de 10 fechas corridas.
- En esta temporada, hizo su debut el equipo Life Racing Engines, quien presentó una única unidad experimental, con un motor desarrollado íntegramente por este equipo, con formato W12. Para su conducción, inicialmente se recurrió al australiano Gary Brabham, hijo del excampeón Jack Brabham, quien abandonó el equipo tras las dos primeras fechas. Su lugar fue ocupado por el italiano Bruno Giacomelli, quien compitió con este impulsor hasta la fecha 12, tras la cual el equipo decidió reemplazar su motor experimental por un Judd V8. A pesar de los esfuerzos realizados, el equipo se retiró del campeonato tras correr la fecha 14.
- Para finalizar, las escuderías Williams F1 Team y Leyton House ratificaron sus respectivas plantillas de 1989, mientras que las escuderías alemanas Zakspeed y Rial Racing desaparecieron tras la temporada 1989.

## Resultados
| Ronda | Gran Premio                       | Poles Position  | Vuelta rápida      | Piloto Ganador   | Constructor Ganador | Resultados |
| ----- | --------------------------------- | --------------- | ------------------ | ---------------- | ------------------- | ---------- |
| 1     | Gran Premio de los Estados Unidos | Gerhard Berger  | Gerhard Berger     | Ayrton Senna     | McLaren-Honda       | Resultados |
| 2     | Gran Premio de Brasil             | Ayrton Senna    | Gerhard Berger     | Alain Prost      | Ferrari             | Resultados |
| 3     | Gran Premio de San Marino         | Ayrton Senna    | Alessandro Nannini | Riccardo Patrese | Williams-Renault    | Resultados |
| 4     | Gran Premio de Mónaco             | Ayrton Senna    | Ayrton Senna       | Ayrton Senna     | McLaren-Honda       | Resultados |
| 5     | Gran Premio de Canadá             | Ayrton Senna    | Gerhard Berger     | Ayrton Senna     | McLaren-Honda       | Resultados |
| 6     | Gran Premio de México             | Gerhard Berger  | Alain Prost        | Alain Prost      | Ferrari             | Resultados |
| 7     | Gran Premio de Francia            | Nigel Mansell   | Nigel Mansell      | Alain Prost      | Ferrari             | Resultados |
| 8     | Gran Premio de Gran Bretaña       | Nigel Mansell   | Nigel Mansell      | Alain Prost      | Ferrari             | Resultados |
| 9     | Gran Premio de Alemania           | Ayrton Senna    | Thierry Boutsen    | Ayrton Senna     | McLaren-Honda       | Resultados |
| 10    | Gran Premio de Hungría            | Thierry Boutsen | Riccardo Patrese   | Thierry Boutsen  | Williams-Renault    | Resultados |
| 11    | Gran Premio de Bélgica            | Ayrton Senna    | Alain Prost        | Ayrton Senna     | McLaren-Honda       | Resultados |
| 12    | Gran Premio de Italia             | Ayrton Senna    | Ayrton Senna       | Ayrton Senna     | McLaren-Honda       | Resultados |
| 13    | Gran Premio de Portugal           | Nigel Mansell   | Riccardo Patrese   | Nigel Mansell    | Ferrari             | Resultados |
| 14    | Gran Premio de España             | Ayrton Senna    | Riccardo Patrese   | Alain Prost      | Ferrari             | Resultados |
| 15    | Gran Premio de Japón              | Ayrton Senna    | Riccardo Patrese   | Nelson Piquet    | Benetton-Ford       | Resultados |
| 16    | Gran Premio de Australia          | Ayrton Senna    | Nigel Mansell      | Nelson Piquet    | Benetton-Ford       | Resultados |

## Clasificaciones

### Puntuaciones
| Posición | 1.º | 2.º | 3.º | 4.º | 5.º | 6.º |
| Puntos   | 9   | 6   | 4   | 3   | 2   | 1   |

- Solo se contabilizaban para el campeonato los 11 mejores resultados, descartándose los demás puntos.

### Campeonato de Pilotos
| Pos. | Piloto             | USA  | BRA  | SMR  | MON  | CAN  | MEX  | FRA  | GBR  | GER  | HUN  | BEL  | ITA  | POR  | ESP  | JPN | AUS | Puntos  |
| ---- | ------------------ | ---- | ---- | ---- | ---- | ---- | ---- | ---- | ---- | ---- | ---- | ---- | ---- | ---- | ---- | --- | --- | ------- |
| 1    | Ayrton Senna       | 1    | 3    | Ret  | 1    | 1    | 20†  | 3    | 3    | 1    | 2    | 1    | 1    | 2    | Ret  | Ret | Ret | 78      |
| 2    | Alain Prost        | Ret  | 1    | 4    | Ret  | 5    | 1    | 1    | 1    | 4    | Ret  | 2    | 2    | 3    | 1    | Ret | 3   | 71 (73) |
| 3    | Nelson Piquet      | 4    | 6    | 5    | DSQ  | 2    | 6    | 4    | 5    | Ret  | 3    | 5    | 7    | 5    | Ret  | 1   | 1   | 43 (44) |
| 4    | Gerhard Berger     | Ret  | 2    | 2    | 3    | 4    | 3    | 5    | 14†  | 3    | 16†  | 3    | 3    | 4    | Ret  | Ret | 4   | 43      |
| 5    | Nigel Mansell      | Ret  | 4    | Ret  | Ret  | 3    | 2    | 18†  | Ret  | Ret  | 17†  | Ret  | 4    | 1    | 2    | Ret | 2   | 37      |
| 6    | Thierry Boutsen    | 3    | 5    | Ret  | 4    | Ret  | 5    | Ret  | 2    | 6    | 1    | Ret  | Ret  | Ret  | 4    | 5   | 5   | 34      |
| 7    | Riccardo Patrese   | 9    | 13†  | 1    | Ret  | Ret  | 9    | 6    | Ret  | 5    | 4    | Ret  | 5    | 7    | 5    | 4   | 6   | 23      |
| 8    | Alessandro Nannini | 11   | 10†  | 3    | Ret  | Ret  | 4    | 16†  | Ret  | 2    | Ret  | 4    | 8    | 6    | 3    |     |     | 21      |
| 9    | Jean Alesi         | 2    | 7    | 6    | 2    | Ret  | 7    | Ret  | 8    | 11†  | Ret  | 8    | Ret  | 8    | Ret  | DNS | 8   | 13      |
| 10   | Ivan Capelli       | Ret  | DNQ  | Ret  | Ret  | 10   | DNQ  | 2    | Ret  | 7    | Ret  | 7    | Ret  | Ret  | Ret  | Ret | Ret | 6       |
| 11   | Roberto Moreno     | 13   | DNPQ | Ret  | DNQ  | DNQ  | DSQ  | DNPQ | DNPQ | DNPQ | DNPQ | DNPQ | DNPQ | DNPQ | DNPQ | 2   | 7   | 6       |
| 12   | Aguri Suzuki       | Ret  | Ret  | Ret  | Ret  | 12   | Ret  | 7    | 6    | Ret  | Ret  | Ret  | Ret  | 14†  | 6    | 3   | Ret | 6       |
| 13   | Éric Bernard       | 8    | Ret  | 13†  | 6    | 9    | Ret  | 8    | 4    | Ret  | 6    | 9    | Ret  | Ret  | Ret  | Ret | Ret | 5       |
| 14   | Derek Warwick      | Ret  | Ret  | 7    | Ret  | 6    | 10   | 11   | Ret  | 8    | 5    | 11   | Ret  | Ret  | Ret  | Ret | Ret | 3       |
| 15   | Satoru Nakajima    | 6    | 8    | Ret  | Ret  | 11   | Ret  | Ret  | Ret  | Ret  | Ret  | Ret  | 6    | DNS  | Ret  | 6   | Ret | 3       |
| 16   | Alex Caffi         |      | Ret  | DNQ  | 5    | 8    | DNQ  | Ret  | 7    | 9    | 9    | 10   | 9    | 13†  |      | 9   | DNQ | 2       |
| 17   | Stefano Modena     | 5    | Ret  | Ret  | Ret  | 7    | 11   | 13   | 9    | Ret  | Ret  | 17†  | Ret  | Ret  | Ret  | Ret | 12  | 2       |
| 18   | Maurício Gugelmin  | 14   | DNQ  | Ret  | DNQ  | DNQ  | DNQ  | Ret  | DNS  | Ret  | 8    | 6    | Ret  | 12   | 8    | Ret | Ret | 1       |
| NC   | Nicola Larini      | Ret  | 11   | 10   | Ret  | Ret  | 16   | 14   | 10   | 10   | 11   | 14   | 11   | 10   | 7    | 7   | 10  | 0       |
| NC   | Martin Donnelly    | Ret  | Ret  | 8    | Ret  | Ret  | 8    | 12   | Ret  | Ret  | 7    | 12   | Ret  | Ret  | DNS  |     |     | 0       |
| NC   | Pierluigi Martini  | 7    | 9    | DNS  | Ret  | Ret  | 12   | Ret  | Ret  | Ret  | Ret  | 15   | Ret  | 11   | Ret  | 8   | 9   | 0       |
| NC   | Gregor Foitek      | Ret  | Ret  | Ret  | 7†   | Ret  | 15   | DNQ  | DNQ  | Ret  | DNQ  |      |      |      |      |     |     | 0       |
| NC   | Philippe Alliot    | DSQ  | 12   | 9    | Ret  | Ret  | 18   | 9    | 13   | DSQ  | 14   | DNQ  | 13   | Ret  | Ret  | 10  | 11  | 0       |
| NC   | Michele Alboreto   | 10   | Ret  | DNQ  | DNQ  | Ret  | 17   | 10   | Ret  | Ret  | 12   | 13   | 12†  | 9    | 10   | Ret | DNQ | 0       |
| NC   | Yannick Dalmas     | DNPQ | Ret  | DNPQ | DNPQ | DNPQ | DNPQ | 17   | DNPQ | DNQ  | DNQ  | DNQ  | NC   | Ret  | 9    | DNQ | DNQ | 0       |
| NC   | Emanuele Pirro     |      |      | Ret  | Ret  | Ret  | Ret  | Ret  | 11   | Ret  | 10   | Ret  | Ret  | 15   | Ret  | Ret | Ret | 0       |
| NC   | Andrea de Cesaris  | Ret  | Ret  | Ret  | Ret  | Ret  | 13   | DSQ  | Ret  | DNQ  | Ret  | Ret  | 10   | Ret  | Ret  | Ret | Ret | 0       |
| NC   | Paolo Barilla      | Ret  | Ret  | 11   | Ret  | DNQ  | 14   | DNQ  | 12   | Ret  | 15   | Ret  | DNQ  | DNQ  | DNQ  |     |     | 0       |
| NC   | J.J. Lehto         | DNQ  | DNQ  | 12   | Ret  | Ret  | Ret  | DNQ  | DNQ  | NC   | DNQ  |      |      |      |      |     |     | 0       |
| NC   | Bernd Schneider    | 12   |      |      |      |      |      |      |      |      |      |      |      |      | DNQ  |     |     | 0       |
| NC   | Olivier Grouillard | Ret  | Ret  | Ret  | DNQ  | 13   | 19   | DNPQ | DNQ  | DNQ  | DNPQ | 16   | Ret  | DNQ  | Ret  | DNQ | 13  | 0       |
| NC   | Gabriele Tarquini  | DNPQ | DNPQ | DNPQ | DNPQ | DNPQ | DNPQ | DNQ  | Ret  | DNPQ | 13   | DNQ  | DNQ  | DNQ  | Ret  | DNQ | Ret | 0       |
| NC   | Gianni Morbidelli  | DNQ  | 14   |      |      |      |      |      |      |      |      |      |      |      |      | Ret | Ret | 0       |
| NC   | David Brabham      |      |      | DNQ  | Ret  | DNQ  | Ret  | 15   | DNQ  | Ret  | DNQ  | Ret  | DNQ  | Ret  | DNQ  | Ret | Ret | 0       |
| NC   | Johnny Herbert     |      |      |      |      |      |      |      |      |      |      |      |      |      |      | Ret | Ret | 0       |
| NC   | Bertrand Gachot    | DNPQ | DNPQ | DNPQ | DNPQ | DNPQ | DNPQ | DNPQ | DNPQ | DNPQ | DNPQ | DNQ  | DNQ  | DNQ  | DNQ  | DNQ | DNQ | 0       |
| NC   | Claudio Langes     | DNPQ | DNPQ | DNPQ | DNPQ | DNPQ | DNPQ | DNPQ | DNPQ | DNPQ | DNPQ | DNPQ | DNPQ | DNPQ | DNPQ |     |     | 0       |
| NC   | Bruno Giacomelli   |      |      | DNPQ | DNPQ | DNPQ | DNPQ | DNPQ | DNPQ | DNPQ | DNPQ | DNPQ | DNPQ | DNPQ | DNPQ |     |     | 0       |
| NC   | Stefan Johansson   | DNQ  | DNQ  |      |      |      |      |      |      |      |      |      |      |      |      |     |     | 0       |
| NC   | Gary Brabham       | DNPQ | DNPQ |      |      |      |      |      |      |      |      |      |      |      |      |     |     | 0       |
| Pos. | Piloto             | USA  | BRA  | SMR  | MON  | CAN  | MEX  | FRA  | GBR  | GER  | HUN  | BEL  | ITA  | POR  | ESP  | JPN | AUS | Puntos  |

| Color      | Resultado                          |
| ---------- | ---------------------------------- |
| Oro        | Ganador                            |
| Plata      | 2.º puesto                         |
| Bronce     | 3.er puesto                        |
| Verde      | Finalizó en los puntos             |
| Azul       | Finalizó sin puntos                |
| Azul       | NC - No clasificado                |
| Violeta    | Ret - No terminó                   |
| Rojo       | DNQ - No se clasificó              |
| Rojo       | DNPQ - No se preclasificó          |
| Negro      | DSQ - Descalificado                |
| Blanco     | DNS - No empezó                    |
| Blanco     | WD - Retirado                      |
| Blanco     | C - Carrera cancelada              |
| Azul claro | TD - Entrenamientos libres (2003-) |
| Sin color  | DNP - Inscrito, pero no participó  |
| Sin color  | INJ - Inscrito, pero lesionado     |
| Sin color  | EX - Excluido                      |

| Estado  | Resultado                                                                             |
| ------- | ------------------------------------------------------------------------------------- |
| Negrita | Pole position                                                                         |
| Cursiva | Vuelta rápida                                                                         |
| 1-8     | Posiciones puntuables de clasificación sprint (2021-)                                 |
| †       | No acabó el Gran Premio, pero fue clasificado ya que completó el porcentaje necesario |
| ‡       | Monoplaza compartido                                                                  |
| ~       | Se otorgó la mitad de puntos ya que no se cumplió con el 75% de la carrera            |
| ≠       | No obtuvo puntos ya que era piloto invitado                                           |
| F2      | Inscrito para carrera de Fórmula 2, no sumaba puntos                                  |

### Estadísticas del Campeonato de Pilotos
| Pos. | Piloto             | N.º | Puntos  | Victorias | Podios | Poles |
| ---- | ------------------ | --- | ------- | --------- | ------ | ----- |
| 1    | Ayrton Senna       | 27  | 78      | 6         | 11     | 10    |
| 2    | Alain Prost        | 1   | 71 (73) | 5         | 9      |       |
| 3    | Nelson Piquet      | 20  | 43 (44) | 2         | 4      |       |
| 4    | Gerhard Berger     | 28  | 43      |           | 7      | 2     |
| 5    | Nigel Mansell      | 2   | 37      | 1         | 5      | 3     |
| 6    | Thierry Boutsen    | 5   | 34      | 1         | 3      | 1     |
| 7    | Riccardo Patrese   | 6   | 23      | 1         | 1      |       |
| 8    | Alessandro Nannini | 19  | 21      |           | 3      |       |
| 9    | Jean Alesi         | 4   | 13      |           | 2      |       |
| 10   | Aguri Suzuki       | 30  | 6       |           | 1      |       |
| 11   | Ivan Capelli       | 16  | 6       |           | 1      |       |
| 12   | Roberto Moreno     | 19  | 6       |           | 1      |       |
| 13   | Eric Bernard       | 29  | 5       |           |        |       |
| 14   | Satoru Nakajima    | 3   | 3       |           |        |       |
| 15   | Derek Warwick      | 11  | 3       |           |        |       |
| 16   | Stefano Modena     | 8   | 2       |           |        |       |
| 17   | Alex Caffi         | 10  | 2       |           |        |       |
| 18   | Maurício Gugelmin  | 15  | 1       |           |        |       |
| NC   | Stefan Johansson   | 35  |         |           |        |       |
| NC   | Andrea de Cesaris  | 22  |         |           |        |       |
| NC   | Bernd Schneider    | 10  |         |           |        |       |
| NC   | Bertrand Gachot    | 31  |         |           |        |       |
| NC   | Bruno Giacomelli   | 39  |         |           |        |       |
| NC   | Claudio Langes     | 34  |         |           |        |       |
| NC   | David Brabham      | 7   |         |           |        |       |
| NC   | Emanuele Pirro     | 21  |         |           |        |       |
| NC   | Gregor Foitek      | 35  |         |           |        |       |
| NC   | Gary Brabham       | 39  |         |           |        |       |
| NC   | Olivier Grouillard | 14  |         |           |        |       |
| NC   | Gianni Morbidelli  | 24  |         |           |        |       |
| NC   | Pierluigi Martini  | 23  |         |           |        |       |
| NC   | Philippe Alliot    | 26  |         |           |        |       |
| NC   | Yannick Dalmas     | 18  |         |           |        |       |
| NC   | Johnny Herbert     | 12  |         |           |        |       |
| NC   | J.J. Lehto         | 36  |         |           |        |       |
| NC   | Martin Donnelly    | 12  |         |           |        |       |
| NC   | Michele Alboreto   | 9   |         |           |        |       |
| NC   | Paolo Barilla      | 24  |         |           |        |       |
| NC   | Nicola Larini      | 25  |         |           |        |       |
| NC   | Gabriele Tarquini  | 17  |         |           |        |       |

### Campeonato de Constructores
| Pos. | Constructor       | N.º | USA  | BRA  | SMR  | MON  | CAN  | MEX  | FRA  | GBR  | GER  | HUN  | BEL  | ITA  | POR  | ESP  | JPN | AUS | Puntos |
| ---- | ----------------- | --- | ---- | ---- | ---- | ---- | ---- | ---- | ---- | ---- | ---- | ---- | ---- | ---- | ---- | ---- | --- | --- | ------ |
| 1    | McLaren-Honda     | 27  | 1    | 3    | Ret  | 1    | 1    | 20   | 3    | 3    | 1    | 2    | 1    | 1    | 2    | Ret  | Ret | Ret | 121    |
| 1    | McLaren-Honda     | 28  | Ret  | 2    | 2    | 3    | 4    | 3    | 5    | 14   | 3    | 16   | 3    | 3    | 4    | Ret  | Ret | 4   | 121    |
| 2    | Ferrari           | 1   | Ret  | 1    | 4    | Ret  | 5    | 1    | 1    | 1    | 4    | Ret  | 2    | 2    | 3    | 1    | Ret | 3   | 110    |
| 2    | Ferrari           | 2   | Ret  | 4    | Ret  | Ret  | 3    | 2    | 18   | Ret  | Ret  | 17   | Ret  | 4    | 1    | 2    | Ret | 2   | 110    |
| 3    | Benetton-Ford     | 19  | 11   | 10   | 3    | Ret  | Ret  | 4    | 16   | Ret  | 2    | Ret  | 4    | 8    | 6    | 3    | 2   | 7   | 71     |
| 3    | Benetton-Ford     | 20  | 4    | 6    | 5    | DSQ  | 2    | 6    | 4    | 5    | Ret  | 3    | 5    | 7    | 5    | Ret  | 1   | 1   | 71     |
| 4    | Williams-Renault  | 5   | 3    | 5    | Ret  | 4    | Ret  | 5    | Ret  | 2    | 6    | 1    | Ret  | Ret  | Ret  | 4    | 5   | 5   | 57     |
| 4    | Williams-Renault  | 6   | 9    | 13   | 1    | Ret  | Ret  | 9    | 6    | Ret  | 5    | 4    | Ret  | 5    | 7    | 5    | 4   | 6   | 57     |
| 5    | Tyrrell-Ford      | 3   | 6    | 8    | Ret  | Ret  | 11   | Ret  | Ret  | Ret  | Ret  | Ret  | Ret  | 6    | DNS  | Ret  | 6   | Ret | 16     |
| 5    | Tyrrell-Ford      | 4   | 2    | 7    | 6    | 2    | Ret  | 7    | Ret  | 8    | 11   | Ret  | 8    | Ret  | 8    | Ret  | DNS | 8   | 16     |
| 6    | Lola-Lamborghini  | 29  | 8    | Ret  | 13   | 6    | 9    | Ret  | 8    | 4    | Ret  | 6    | 9    | Ret  | Ret  | Ret  | Ret | Ret | 11     |
| 6    | Lola-Lamborghini  | 30  | Ret  | Ret  | Ret  | Ret  | 12   | Ret  | 7    | 6    | Ret  | Ret  | Ret  | Ret  | 14   | 6    | 3   | Ret | 11     |
| 7    | Leyton House-Judd | 15  | 14   | DNQ  | Ret  | DNQ  | DNQ  | DNQ  | Ret  | DNS  | Ret  | 8    | 6    | Ret  | 12   | 8    | Ret | Ret | 7      |
| 7    | Leyton House-Judd | 16  | Ret  | DNQ  | Ret  | Ret  | 10   | DNQ  | 2    | Ret  | 7    | Ret  | 7    | Ret  | Ret  | Ret  | Ret | Ret | 7      |
| 8    | Lotus-Lamborghini | 11  | Ret  | Ret  | 7    | Ret  | 6    | 10   | 11   | Ret  | 8    | 5    | 11   | Ret  | Ret  | Ret  | Ret | Ret | 3      |
| 8    | Lotus-Lamborghini | 12  | Ret  | Ret  | 8    | Ret  | Ret  | 8    | 12   | Ret  | Ret  | 7    | 12   | Ret  | Ret  | DNS  | Ret | Ret | 3      |
| 9    | Arrows-Ford       | 9   | 10   | Ret  | DNQ  | DNQ  | Ret  | 17   | 10   | Ret  | Ret  | 12   | 13   | 12   | 9    | 10   | Ret | DNQ | 2      |
| 9    | Arrows-Ford       | 10  | 12   | Ret  | DNQ  | 5    | 8    | DNQ  | Ret  | 7    | 9    | 9    | 10   | 9    | 13   | DNQ  | 9   | DNQ | 2      |
| 10   | Brabham-Judd      | 7   | Ret  | Ret  | DNQ  | Ret  | DNQ  | Ret  | 15   | DNQ  | Ret  | DNQ  | Ret  | DNQ  | Ret  | DNQ  | Ret | Ret | 2      |
| 10   | Brabham-Judd      | 8   | 5    | Ret  | Ret  | Ret  | 7    | 11   | 13   | 9    | Ret  | Ret  | 17   | Ret  | Ret  | Ret  | Ret | 12  | 2      |
| NC   | Ligier-Ford       | 25  | Ret  | 11   | 10   | Ret  | Ret  | 16   | 14   | 10   | 10   | 11   | 14   | 11   | 10   | 7    | 7   | 10  | 0      |
| NC   | Ligier-Ford       | 26  | DSQ  | 12   | 9    | Ret  | Ret  | 18   | 9    | 13   | DSQ  | 14   | DNQ  | 13   | Ret  | Ret  | 10  | 11  | 0      |
| NC   | Minardi-Ford      | 23  | 7    | 9    | DNS  | Ret  | Ret  | 12   | Ret  | Ret  | Ret  | Ret  | 15   | Ret  | 11   | Ret  | 8   | 9   | 0      |
| NC   | Minardi-Ford      | 24  | Ret  | Ret  | 11   | Ret  | DNQ  | 14   | DNQ  | 12   | Ret  | 15   | Ret  | DNQ  | DNQ  | DNQ  | Ret | Ret | 0      |
| NC   | Onyx-Ford         | 35  | DNQ  | DNQ  | Ret  | 7    | Ret  | 15   | DNQ  | DNQ  | Ret  | DNQ  |      |      |      |      |     |     | 0      |
| NC   | Onyx-Ford         | 36  | DNQ  | DNQ  | 12   | Ret  | Ret  | Ret  | DNQ  | DNQ  | NC   | DNQ  |      |      |      |      |     |     | 0      |
| NC   | AGS-Ford          | 17  | DNPQ | DNPQ | DNPQ | DNPQ | DNPQ | DNPQ | DNQ  | Ret  | DNPQ | 13   | DNQ  | DNQ  | DNQ  | Ret  | DNQ | Ret | 0      |
| NC   | AGS-Ford          | 18  | DNPQ | Ret  | DNPQ | DNPQ | DNPQ | DNPQ | 17   | DNPQ | DNQ  | DNQ  | DNQ  | Ret  | Ret  | 9    | DNQ | DNQ | 0      |
| NC   | Dallara-Ford      | 21  | DNQ  | 14   | Ret  | Ret  | Ret  | Ret  | Ret  | 11   | Ret  | 10   | Ret  | Ret  | 15   | Ret  | Ret | Ret | 0      |
| NC   | Dallara-Ford      | 22  | Ret  | Ret  | Ret  | Ret  | Ret  | 13   | DSQ  | Ret  | DNQ  | Ret  | Ret  | 10   | Ret  | Ret  | Ret | Ret | 0      |
| NC   | Osella-Ford       | 14  | Ret  | Ret  | Ret  | DNQ  | 13   | 19   | DNPQ | DNQ  | DNQ  | DNPQ | 16   | Ret  | DNQ  | Ret  | DNQ | 13  | 0      |
| NC   | EuroBrun-Judd     | 33  | 13   | DNPQ | Ret  | DNQ  | DNQ  | DSQ  | DNPQ | DNPQ | DNPQ | DNPQ | DNPQ | DNPQ | DNPQ | DNPQ |     |     | 0      |
| NC   | EuroBrun-Judd     | 34  | DNPQ | DNPQ | DNPQ | DNPQ | DNPQ | DNPQ | DNPQ | DNPQ | DNPQ | DNPQ | DNPQ | DNPQ | DNPQ | DNPQ |     |     | 0      |
| NC   | Coloni-Ford       | 31  |      |      |      |      |      |      |      |      | DNPQ | DNPQ | DNQ  | DNQ  | DNQ  | DNQ  | DNQ | DNQ | 0      |
| NC   | Coloni-Subaru     | 31  | DNPQ | DNPQ | DNPQ | DNPQ | DNPQ | DNPQ | DNPQ | DNPQ |      |      |      |      |      |      |     |     | 0      |
| NC   | Life              | 39  | DNPQ | DNPQ | DNPQ | DNPQ | DNPQ | DNPQ | DNPQ | DNPQ | DNPQ | DNPQ | DNPQ | DNPQ |      |      |     |     | 0      |
| NC   | Life-Judd         | 39  |      |      |      |      |      |      |      |      |      |      |      |      | DNPQ | DNPQ |     |     | 0      |
| Pos. | Constructor       | N.º | USA  | BRA  | SMR  | MON  | CAN  | MEX  | FRA  | GBR  | GER  | HUN  | BEL  | ITA  | POR  | ESP  | JPN | AUS | Puntos |

| Color      | Resultado                          |
| ---------- | ---------------------------------- |
| Oro        | Ganador                            |
| Plata      | 2.º puesto                         |
| Bronce     | 3.er puesto                        |
| Verde      | Finalizó en los puntos             |
| Azul       | Finalizó sin puntos                |
| Azul       | NC - No clasificado                |
| Violeta    | Ret - No terminó                   |
| Rojo       | DNQ - No se clasificó              |
| Rojo       | DNPQ - No se preclasificó          |
| Negro      | DSQ - Descalificado                |
| Blanco     | DNS - No empezó                    |
| Blanco     | WD - Retirado                      |
| Blanco     | C - Carrera cancelada              |
| Azul claro | TD - Entrenamientos libres (2003-) |
| Sin color  | DNP - Inscrito, pero no participó  |
| Sin color  | INJ - Inscrito, pero lesionado     |
| Sin color  | EX - Excluido                      |

| Estado  | Resultado                                                                             |
| ------- | ------------------------------------------------------------------------------------- |
| Negrita | Pole position                                                                         |
| Cursiva | Vuelta rápida                                                                         |
| 1-8     | Posiciones puntuables de clasificación sprint (2021-)                                 |
| †       | No acabó el Gran Premio, pero fue clasificado ya que completó el porcentaje necesario |
| ‡       | Monoplaza compartido                                                                  |
| ~       | Se otorgó la mitad de puntos ya que no se cumplió con el 75% de la carrera            |
| ≠       | No obtuvo puntos ya que era piloto invitado                                           |
| F2      | Inscrito para carrera de Fórmula 2, no sumaba puntos                                  |

### Estadísticas del Campeonato de Constructores
| Pos. | Constructor   | Motor       | Neu. | Grandes Premios | Victorias | Podios | Poles | Vueltas rápidas | Vueltas lideradas | Puntos |
| ---- | ------------- | ----------- | ---- | --------------- | --------- | ------ | ----- | --------------- | ----------------- | ------ |
| 1    | McLaren       | Honda       | G    | 16              | 6         | 18     | 12    | 5               | 628               | 121    |
| 2    | Ferrari       | Ferrari     | G    | 16              | 6         | 14     | 3     | 5               | 174               | 110    |
| 3    | Benetton      | Ford        | G    | 16              | 2         | 8      |       | 1               | 68                | 71     |
| 4    | Williams      | Renault     | G    | 16              | 2         | 4      | 1     | 5               | 103               | 57     |
| 5    | Tyrrell       | Ford        | P    | 16              |           | 2      |       |                 | 34                | 16     |
| 6    | Lola          | Ford        | G    | 16              |           | 1      |       |                 |                   | 11     |
| 7    | Leyton House  | Judd        | G    | 14              |           | 1      |       |                 | 45                | 7      |
| 8    | Lotus         | Lamborghini | G    | 16              |           |        |       |                 |                   | 3      |
| 9    | Arrows        | Ford        | G    | 14              |           |        |       |                 |                   | 2      |
| 10   | Brabham       | Judd        | G    | 16              |           |        |       |                 |                   | 2      |
| NC   | Onyx          | Ford        | G    | 4               |           |        |       |                 |                   |        |
| NC   | Ligier        | Ford        | G    | 16              |           |        |       |                 |                   |        |
| NC   | Osella        | Ford        | G    | 9               |           |        |       |                 |                   |        |
| NC   | Life          | Life        | G    |                 |           |        |       |                 |                   |        |
| NC   | Life          | Judd        | G    |                 |           |        |       |                 |                   |        |
| NC   | EuroBrun-Judd | Judd        | P    | 2               |           |        |       |                 |                   |        |
| NC   | Dallara       | Ford        | P    | 16              |           |        |       |                 |                   |        |
| NC   | Coloni        | Ford        | G    |                 |           |        |       |                 |                   |        |
| NC   | Coloni        | Subaru      | G    |                 |           |        |       |                 |                   |        |
| NC   | AGS           | Ford        | G    | 8               |           |        |       |                 |                   |        |
| NC   | Minardi       | Ford        | P    | 16              |           |        |       |                 |                   |        |